# آیامونته
آیامونته (به اسپانیایی: Ayamonte) یک دهستان در اسپانیا است که در استان اوئلوا واقع شده‌است. آیامونته ۱۴۲ کیلومتر مربع مساحت و ۱۹٬۷۳۸ نفر جمعیت دارد و ۶۳ متر بالاتر از سطح دریا واقع شده‌است.